# Manoir de Louhisaari
Le manoir de Louhisaari (finnois : Louhisaaren kartano) est un manoir situé dans le quartier Askainen de Masku en Finlande.
Le président de la république Carl Gustaf Emil Mannerheim y est né et y a passé son enfance.
Depuis le 1er juin 1967, le manoir est un musée ouvert au public.

## Géographie
Le manoir de Louhisaari est construit sur une éminence rocheuse de la rive sud de la baie de Mynämäenlahti.
À l'époque, il est bâti en bord de mer.
Depuis, le rivage maritime au sud du manoir a reculé d'environ 300 m en conséquence du rebond post-glaciaire.
Le manoir de Louhisaari avait un terroir très étendu, en plus du domaine principal de 770 hectares, il avait plusieurs petits domaines secondaires.
En 1900, Louhisaari comptait 18 fermettes.
La route Louhisaarentie, ou yhdystie 1932, reliant l'église d'Askainen au manoir, est longue d'un peu plus de deux kilomètres.
De nos jours, la route Louhisaarentie est bordée de vieux chênes dont on ignore l'âge et de vieux pins.
Des bouleaux ont été plantés au plus tard dans les années 1810 ou 1820, quand Vendla Sofia Mannerheim a rénové le jardin.
Dans les années 1960, des bouleaux ont été plantés le long du chemin à l'approche du manoir quand l'État est devenu propriétaire du château.

## Histoire
L'histoire du manoir est associée a deux familles nobles : la famille Fleming propriétaire du manoir de 1450 à 1791 et la famille Mannerheim propriétaire de 1795 à 1903.
Le premier Fleming est l'écuyer finlandais Magnus Fleming, qui épouse Elin Korki la propriétaire du manoir.
La famille Fleming abandonne le manoir quand les héritiers de Herman Klaunpoika Fleming doivent, deux ans après sa mort, le vendre à cause de ses dettes .
Le premier propriétaire de la famille Mannerheim est le major et comte né en Suède Carl Erik Mannerheim et la dernière sera Eva Carolina Vilhelmina Mannerheim, qui était la tante maternelle du maréchal Mannerheim.
En 1881, Carl Robert Mannerheim a des difficultés d'ordre économique et vend le manoir à sa sœur Vilhelmina.
En 1903, La baronne Eva Carolina Vilhelmina Mannerheim vend le manoir à Oskar Hannus puis part pour la Suède.
En 1965, un groupement caritatif en mémoire du maréchal Mannerheim achète le manoir et en fait don à l'État finlandais.
Le manoir est restauré et transformé en musée.
Le bâtiment principal ouvre au public en juin 1967.
Le musée montre bien comment vivaient les gens entre le XVIIe et le XIXe siècle.
En 2005, la direction des musées de Finlande a classé le manoir de Louhisaari et l'église d'Askainen parmi les sites culturels construits d'intérêt national.

## Architecture

### Bâtiment principal

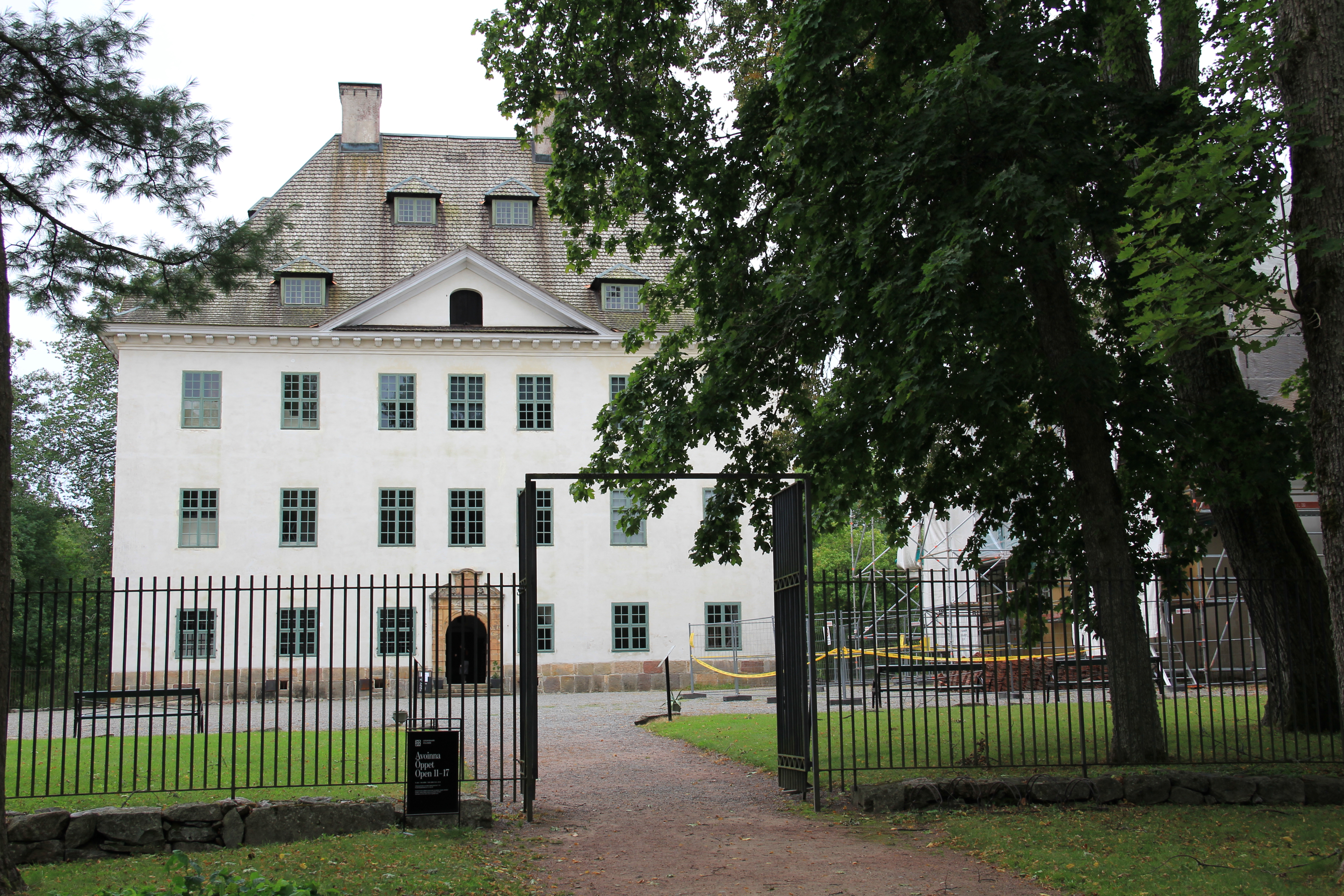
Le bâtiment principal et la cour d'honneur

Construit en 1655, le bâtiment principal du manoir est l'un des rares châteaux de finlande dont l'architecture est d'influence par palladienne.
De l'ère de grandeur suédoise, il n'y a en Finlande que deux manoirs de la haute noblesse construits selon les enseignements architecturaux : le manoir de Louhisaari et le manoir de Suur-Sarvilahti, de style du classicisme hollandais.
Le bâtiment principal du manoir de Louhisaari et ses dépendances sont construites par Herman Klaunpoika Fleming.
A la même époque, Fleming fait construire l'église d'Askainen comme chapelle du château.

### Dépendances

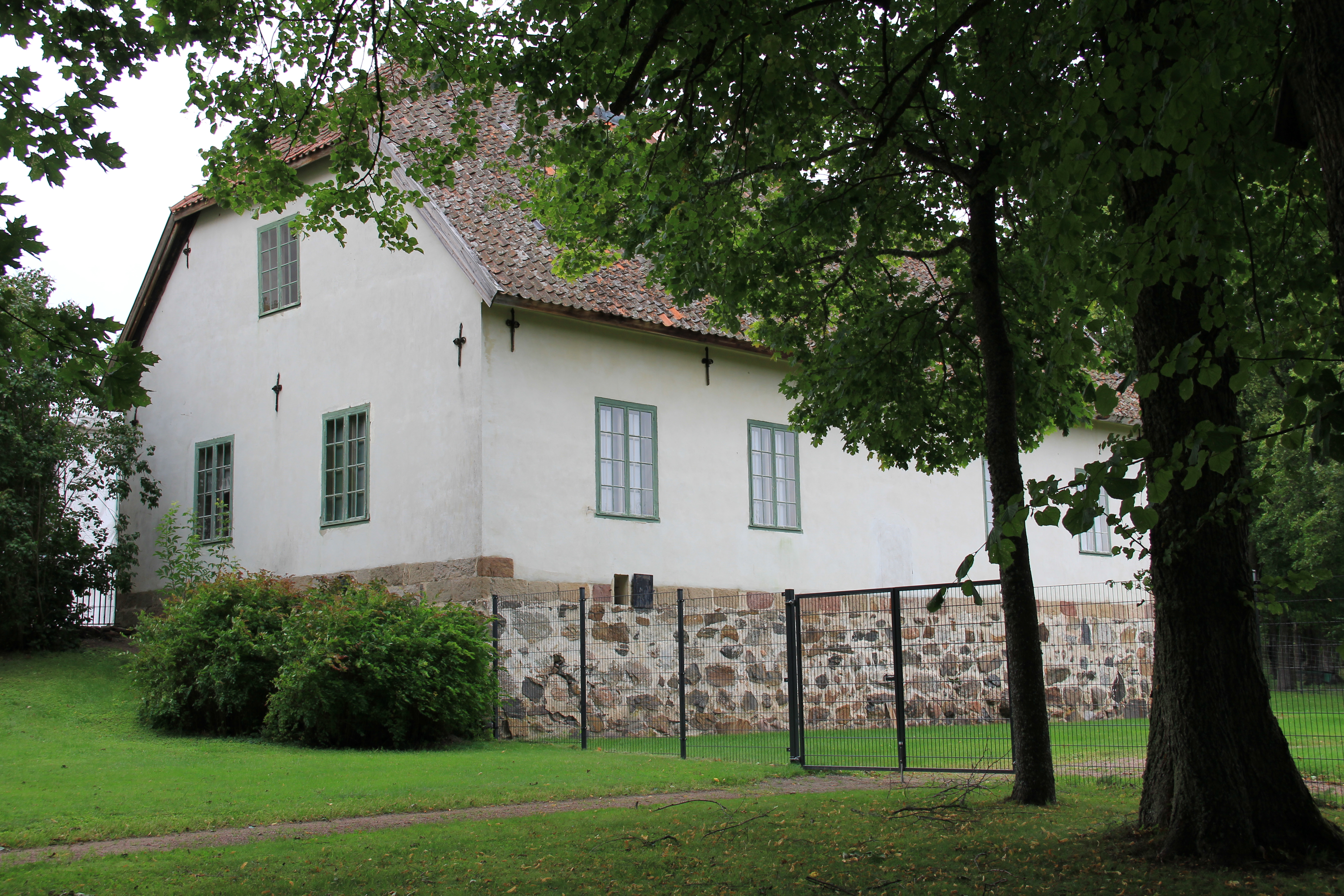
La dépendance du nord-ouest

Les bâtiments attenants qui délimitent la cour d'honneur sont bâtis en même temps que le bâtiment principal,
Ils sont de style baroque et parfaitement symétriques.
Les bâtiments avaient à l'origine un toit en bâtière de style hollandais qui, dans les années 1760 et 1770, a été transformé.

### Le parc
Le parc du manoir de Louhisaaren est une combinaison pragmatique et facile d'entretien, et il ne représente aucune époque de l'histoire du manoir.
Cependant, les arbres bordant le chemin de l'église Askainen et l'aspect général du parc viennent du parc conçu par Vendla Sofia Mannerheim.
La dernière modification du parc est conçue par le paysagiste Jussi Jännes en 1966.

### Pavillon balnéaire

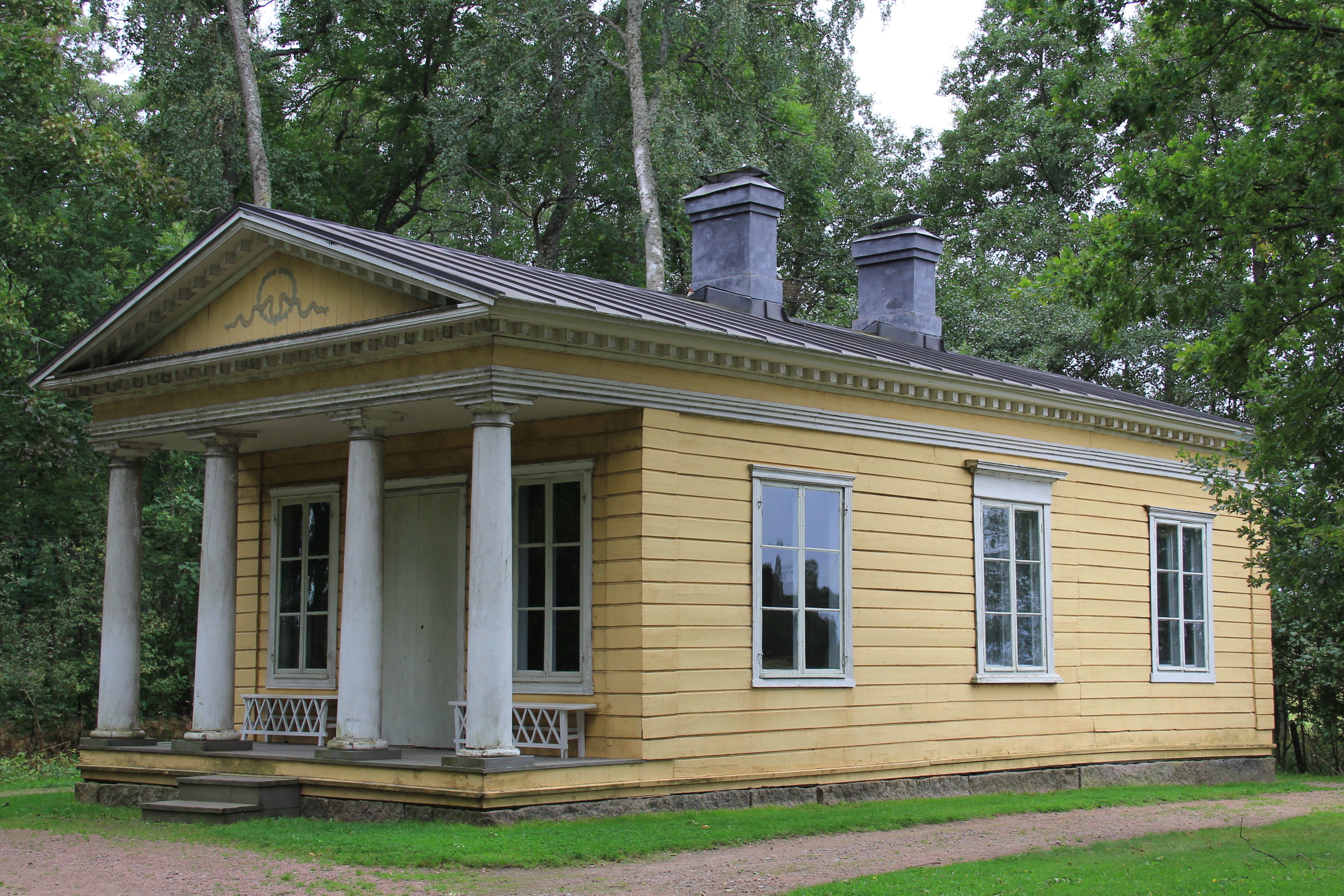
Le pavillon balnéaire

Carl Erik et Carl Gustaf Mannerheim font construire dans le parc un pavillon balnéaire.
Construit en 1825 dans un style néoclassique le bâtiment est probablement conçu par Anders Fredrik Granstedt.
À l'époque de sa construction, le bâtiment est en bord de mer.

## Galerie

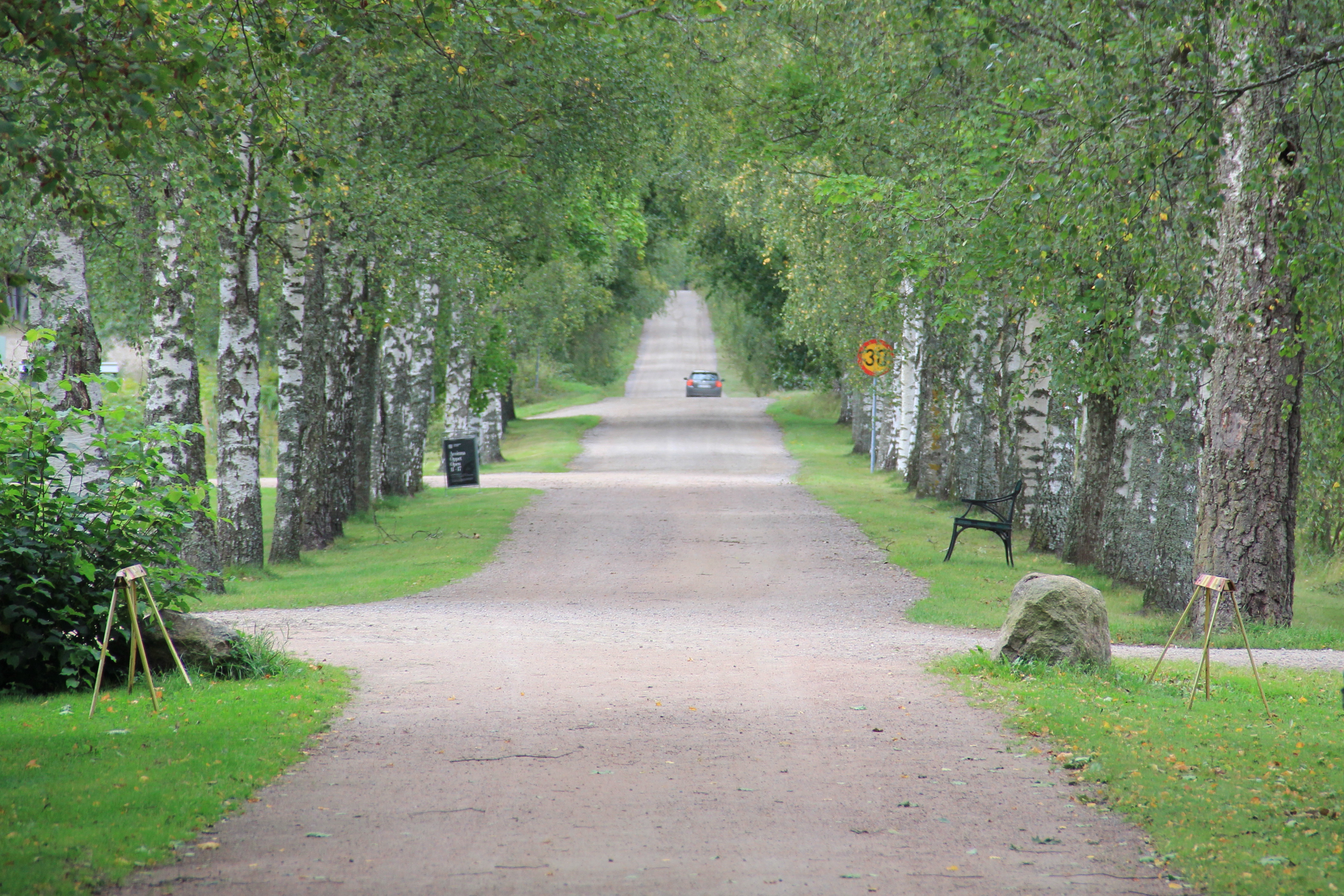
Allée de Louhisaari vue de la cour d'honneur.
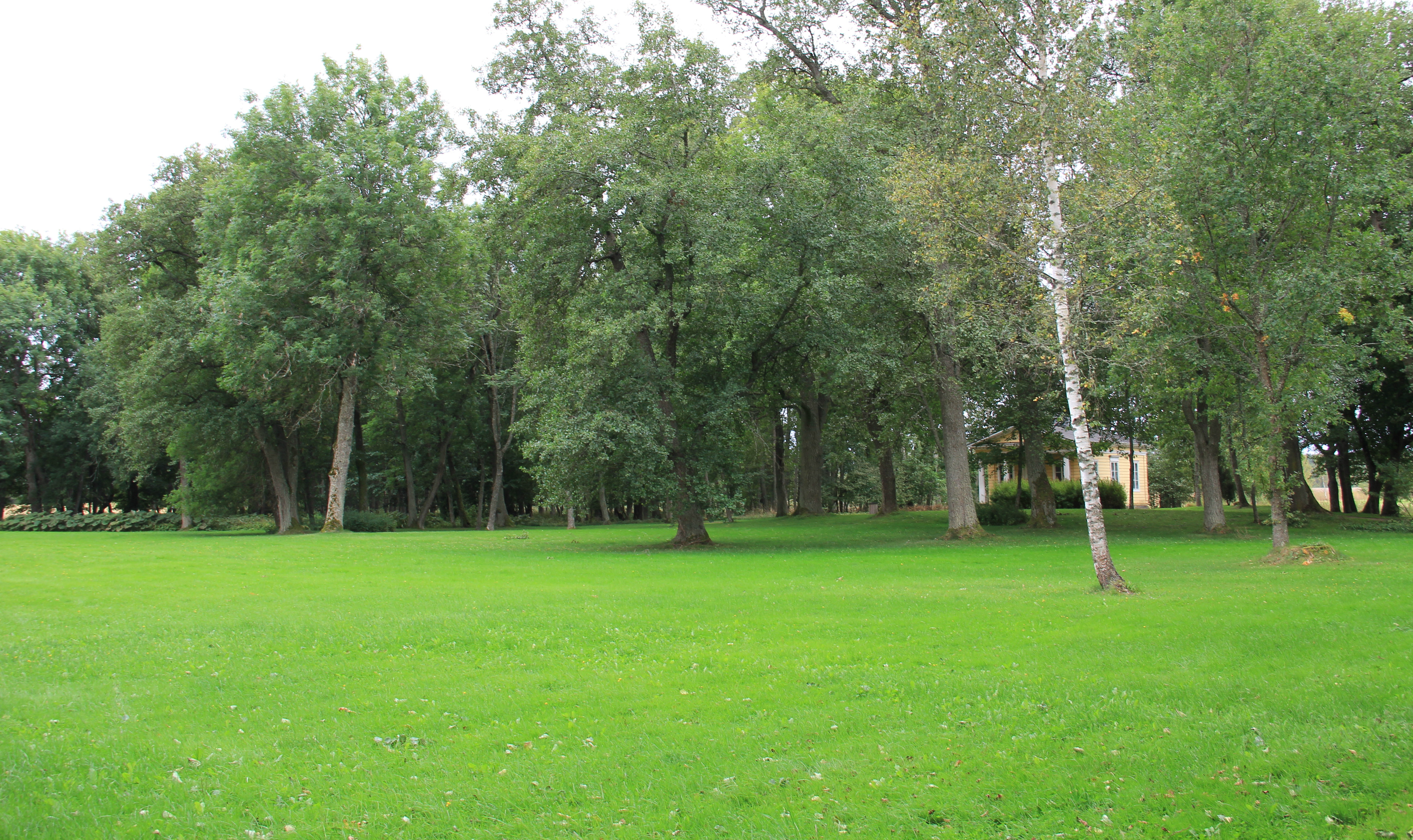
Le parc du manoir.
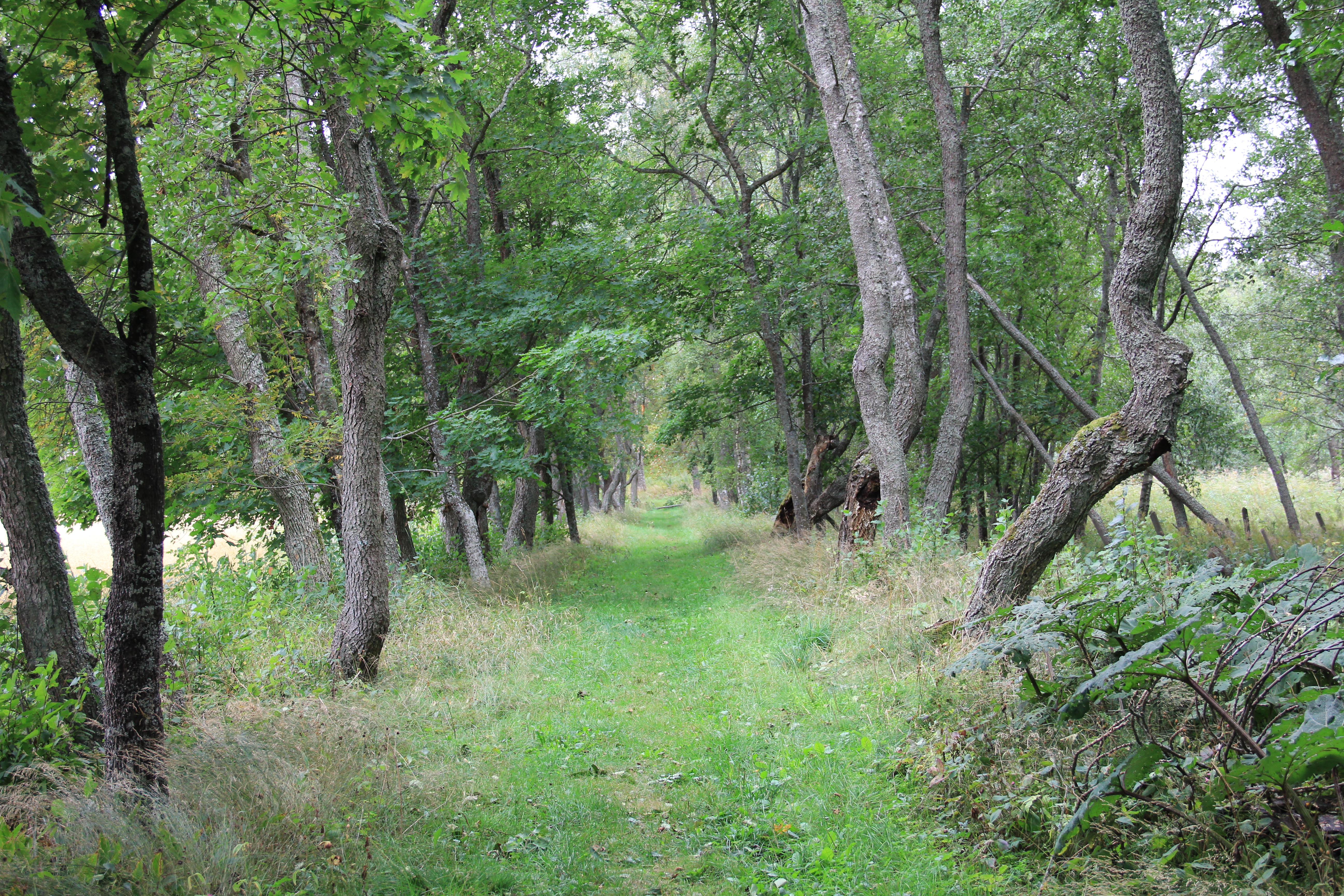
Le chemin de Myllymäki.

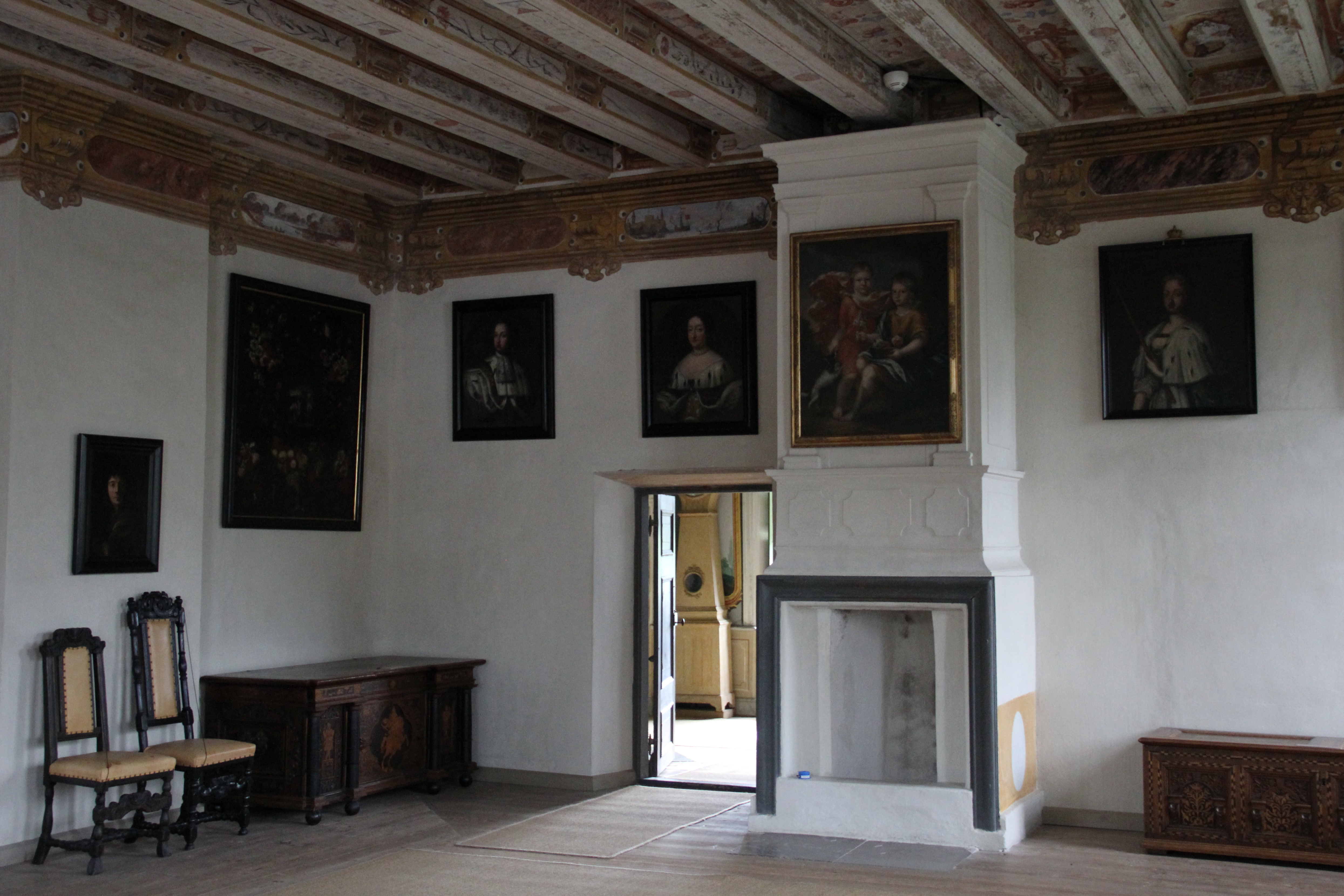
Salle de fêtes.
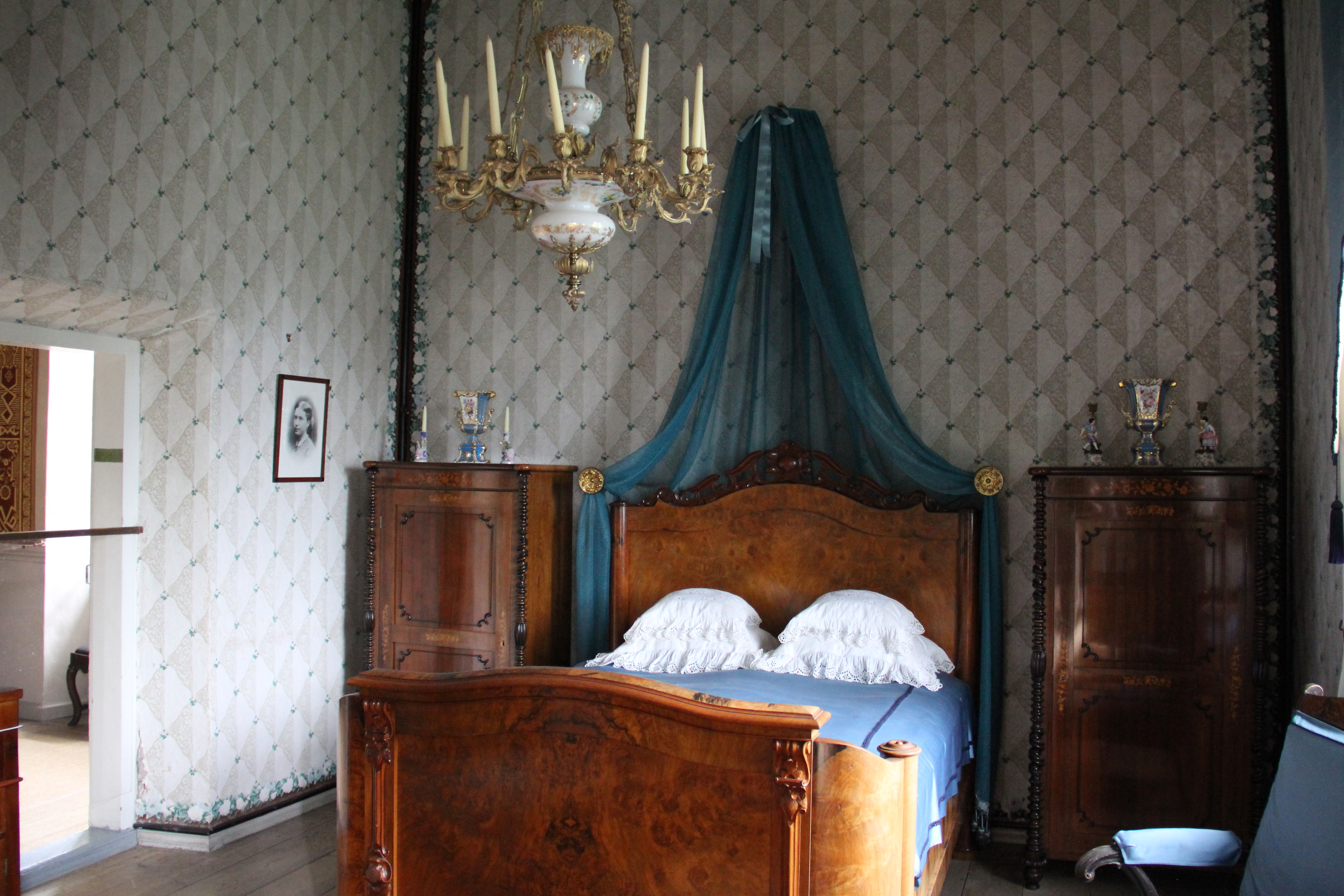
La petite chambre bleue.
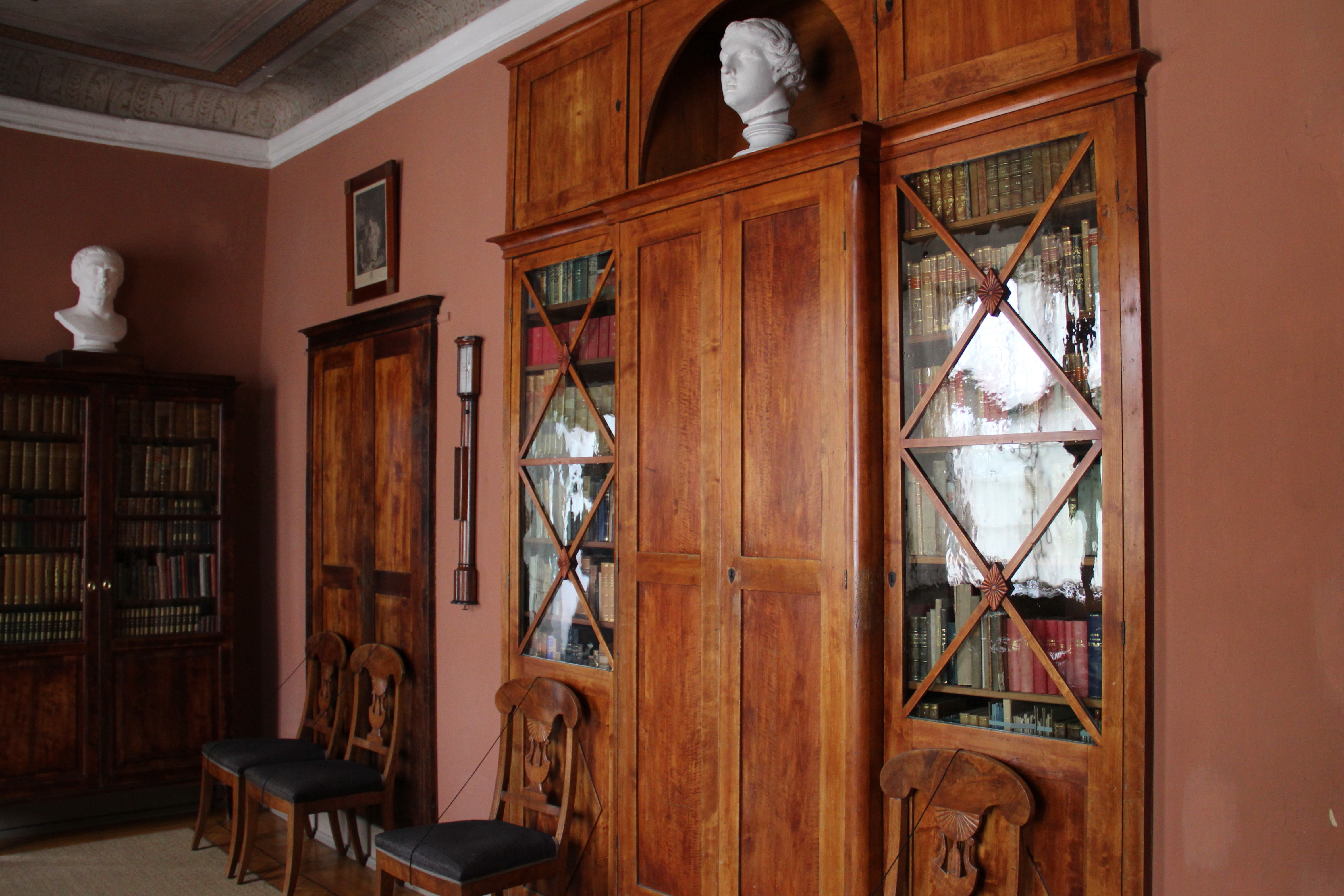
La bibliothèque du Comte.
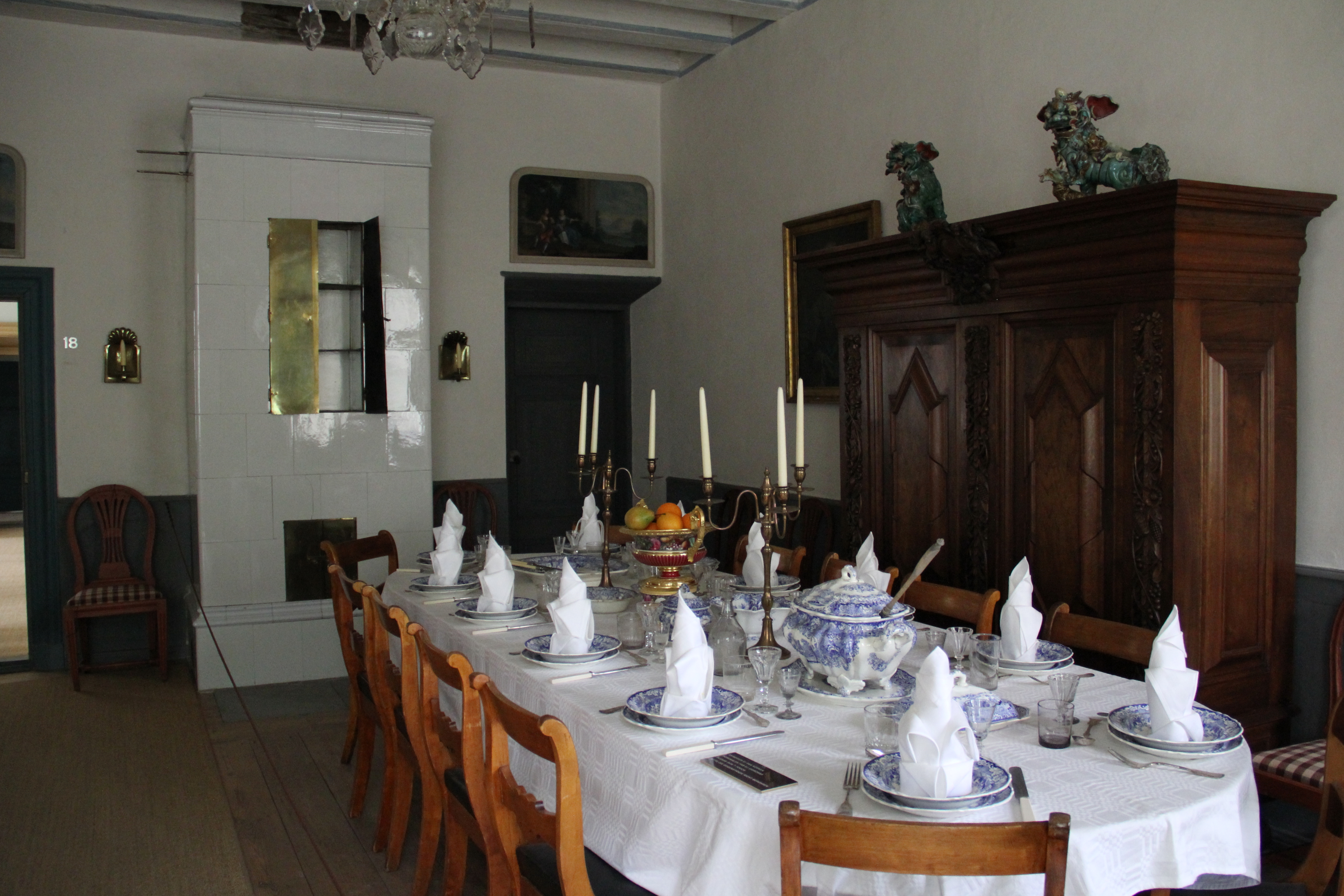
La salle à manger.